# Корпоратизація
Корпоратиза́ція — це перетворення державних підприємств, а також закритих акціонерних товариств, більш як 75 відсотків статутного капіталу яких перебуває у державній власності, у відкриті акціонерні товариства